# Puccinia microspora
Puccinia microspora ist eine Ständerpilzart aus der Ordnung der Rostpilze (Pucciniales). Der Pilz ist ein Endoparasit von  Andropogon-, Erianthus- und Imperata-Arten sowie von Rottboellia exaltata. Symptome des Befalls durch die Art sind Rostflecken und Pusteln auf den Blattoberflächen der Wirtspflanzen. Sie besitzt ein Verbreitungsgebiet, das sich über Amerika und Ostasien erstreckt.

## Merkmale

### Makroskopische Merkmale
Puccinia microspora ist mit bloßem Auge nur anhand der auf der Oberfläche des Wirtes hervortretenden Sporenlager zu erkennen. Sie wachsen in Nestern, die als gelbliche bis braune Flecken und Pusteln auf den Blattoberflächen erscheinen.

### Mikroskopische Merkmale
Das Myzel von Puccinia microspora wächst wie bei allen Puccinia-Arten interzellulär und bildet Saugfäden, die in das Speichergewebe des Wirtes wachsen. Die Aecien der Art sind bislang nicht bekannt. Die zimtbraunen Uredien wachsen meist 
unterseitig auf den Blättern des Wirtes. Ihre ebenfalls zimtbraunen Uredosporen sind oval bis ellipsoid, 23–27 × 16–21 µm groß und fein stachelwarzig. Die Telien der Art sind schwarzbraun, früh offenliegend und kompakt. Die haselnussbraunen Teliosporen sind zweizellig, eiförmig bis ellipsoid und 28–35 × 16–21 µm groß; ihre Stiele sind braun und bis zu 20 µm lang.

## Verbreitung
Das bekannte Verbreitungsgebiet von Puccinia microspora reicht von Brasilien über die südwestlichen USA bis nach Japan, China und Indonesien.

## Ökologie
Die Wirtspflanzen von Puccinia microspora sind Andropogon-, Erianthus- und Imperata-Arten sowie Rottboellia exaltata. Der Pilz ernährt sich von den im Speichergewebe der Pflanzen vorhandenen Nährstoffen, seine Sporenlager brechen später durch die Blattoberfläche und setzen Sporen frei. Die Art verfügt anscheinend über einen Entwicklungszyklus mit Telien und Uredien, der ohne Wirtswechsel auskommt; Spermogonien und Aecien fehlen offenbar.